# La tomba del faraone
La tomba del faraone (ファラオの墓?, Pharaoh no Haka) è un manga shōjo storico scritto e illustrato da Keiko Takemiya, pubblicato originariamente in Giappone a partire dal 1974 sulla rivista Sho‑Comi e raccolto in 8 volumi da Shōgakukan.
Pubblicato per la prima volta in Italia da J‑POP Manga a partire dal maggio 2025 in un cofanetto da 4 volumi con pagine a colori, l’opera ha segnato una svolta nella carriera di Takemiya e ha contribuito al successo successivo del suo celebre manga Il poema del vento e degli alberi.

## Trama
Al crepuscolo dell’Antico Egitto, la storica unificazione del paese si sgretola, aprendo le porte a un’epoca di guerra e sopraffazione, dove la pace è sinonimo di debolezza e chi la invoca viene travolto dai più forti. È il destino che tocca a Esteria, un piccolo regno culla di cultura, invaso e annientato dal potente Urjna, guidato dal faraone Sneferu.
Sopravvissuto alla distruzione, il giovane principe Sariokis viene condotto prigioniero in un villaggio sotto il dominio del nemico, celando la propria identità. La sua sorte cambia quando viene salvato da Izai, capo della tribù di Mura, che lo accoglie come il “falco del deserto”, figura leggendaria attesa come salvatore. Inizia così per Sariokis un cammino di rinascita e rivalsa, affiancato da nuovi alleati e sospinto dal desiderio di vendetta contro Sneferu.

## Trasposizione teatrale
Esistono due produzioni teatrali, intitolate "Pharaoh's Tomb" (ファラオの墓) e "Pharaoh's Tomb ~Snake King Sneferu~" (ファラオの墓〜蛇王‧スネフェル〜), che sono state eseguite rispettivamente nel 2017 e nel 2018 presso il Sunshine Theatre di Tokio, con la seconda produzione che ha avuto date aggiuntive a Osaka. Entrambe le opere sono basate sul manga di Keiko Takemiya e presentano un cast interamente femminile, principalmente le idol del gruppo Morning Musume. Le opere teatrali sono state pubblicate in CD+DVD dalla Up-Front Works.